# Menaâ
Menaâ là một thị trấn thuộc tỉnh Batna, Algérie. Dân số thời điểm năm 2002 là 11.855 người.